# Juana Ross Edwards
Juana Ross Edwards (La Serena, Chile, 2 de agosto de 1830-Valparaíso, Chile, 25 de junio de 1913) fue una filántropa chilena. Construyó y mantuvo tres hospitales, seis asilos, un hospicio, un orfanato e infinidad de escuelas.

## Biografía

### Primeros años de vida
Fue hija del Cónsul escocés David Ross Gillespie y de Carmen Edwards Ossandón. Criada en el seno de la familia Edwards, pasó su infancia con sus nueve hermanos, entre los que estaba Agustín Ross Edwards, político y diplomático, que sería su albacea.

### Matrimonio e hijos
El 6 de abril de 1851 se casó con Agustín Edwards Ossandón, tío suyo y fundador del Banco de A. Edwards, con quien tuvo ocho hijos: Juan, Juana, Adela, Arturo, Gustavo, Agustín, Ricardo y Arturo Maximiano, todos fallecidos antes que ella.

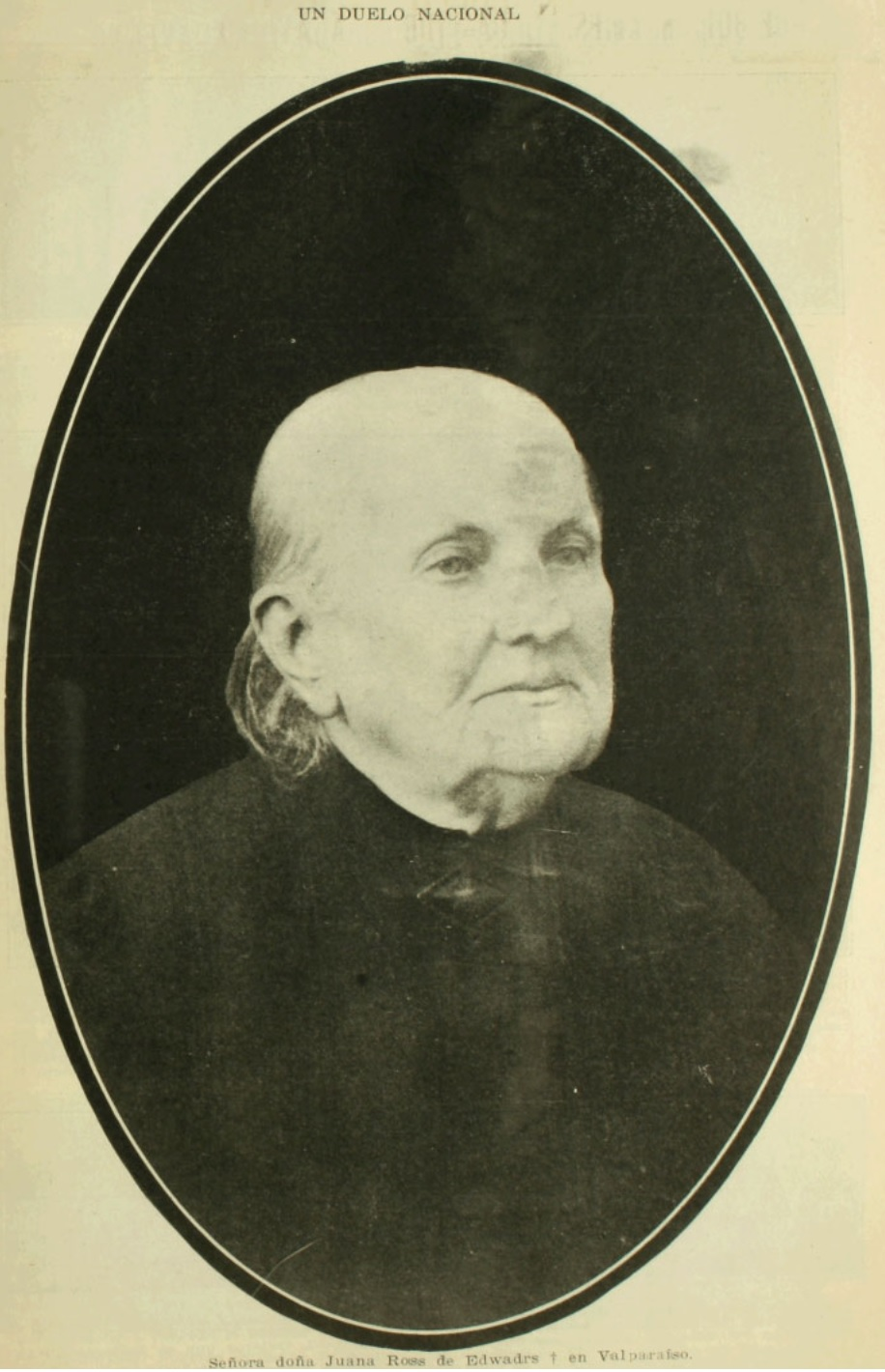
Obituario de Juana Ross en Revista Zig-Zag (1927).

Junto con su esposo creían en el ahorro como virtud. Siendo el hombre más rico de Chile, Agustín fue el único de los grandes millonarios chilenos de la época que no se construyó un palacio en Santiago, ni adquirió una gran hacienda, o realizó un viaje de placer a Europa.

### Apoyo a Guerra Civil 1891
Es en su mansión donde se reúne el gobernador eclesiástico Salvador Donoso decidiendo sublevar a la Escuadra y comenzar la Guerra Civil para destituir a José Manuel Balmaceda. Los buques se amotinan el 7 de enero de 1891. Suben a bordo el vicepresidente del Senado, Waldo Silva y el presidente de la cámara, Ramón Barros Luco. 

### Beneficencia
Fue benefactora de innumerables obras de caridad, entre las que se cuentan la fundación de hospitales, asilos, orfanatos, escuelas e iglesias, dedicándose a esto toda su vida.
La Encíclica Rerum Novarum del papa León XIII, publicada en 1891, tuvo un hondo efecto en ella, y la impulsó a crear obras en beneficio del mundo obrero. Por ejemplo, en Valparaíso, creó la Unión Social de Orden y Trabajo, y en 1898 construyó un complejo de 56 departamentos para obreros, que incluían baño interior y tres o dos habitaciones.
En 1886 compró los terrenos donde se construiría el Hospital San Agustín de Valparaíso, llamado luego Hospital Enrique Deformes En este hospital comenzó a funcionar el primer servicio de pediatría de Valparaíso, el 12 de abril de 1894; el cual luego continuó su labor en el Hospital Carlos Van Buren. También aportó grandes sumas de dinero para su reconstrucción, tras el terremoto de 1906.
En La Serena, su ciudad natal, aportó con los fondos para la construcción del claustro y capilla de la Divina Providencia, además donó el órgano que aún se conserva en la catedral.
Fallecida el 25 de junio de 1913, había testado previamente, beneficiando a decenas de instituciones y personas, legando además la suma de diez millones de pesos al Arzobispado de Santiago, para la construcción y reparación de iglesias.